# Mel Gibson
Mel Columcille Gerard Gibson (ur. 3 stycznia 1956 w Peekskill) – amerykański aktor, reżyser i producent filmowy.
Laureat Złotego Globu dla najlepszego reżysera oraz dwóch Oscarów za najlepszą reżyserię i najlepszy film – Braveheart. Waleczne serce (1995), oparty na historii życia sir Williama Wallace’a.

## Życiorys

### Wczesne lata
Urodził się w Peekskill w stanie Nowy Jork jako szóste z jedenaściorga dzieci i drugi syn Anne Patricii (z domu Reilly) i pisarza Huttona Petera Gibsona. Jego rodzina była pochodzenia irlandzkiego. Jego ojciec był sedewakantystą, znanym z wielu kontrowersyjnych poglądów. W 1968, gdy Mel miał 12 lat, ojciec podjął decyzję o przeprowadzeniu się wraz z całą rodziną do West Pymble w Sydney w Australii, protestując tym przeciwko niemoralnej, jego zdaniem, wojnie w Wietnamie.
Początkowo chciał zostać dziennikarzem, a później księdzem. Kształcił się u Kongregacji Braci w Chrystusie w Kolegium Katolickim im. św. Leona w Wahroonga w Nowej Południowej Walii. W 1977 ukończył Narodowy Instytut Sztuki Dramatycznej w Sydney.

### Kariera

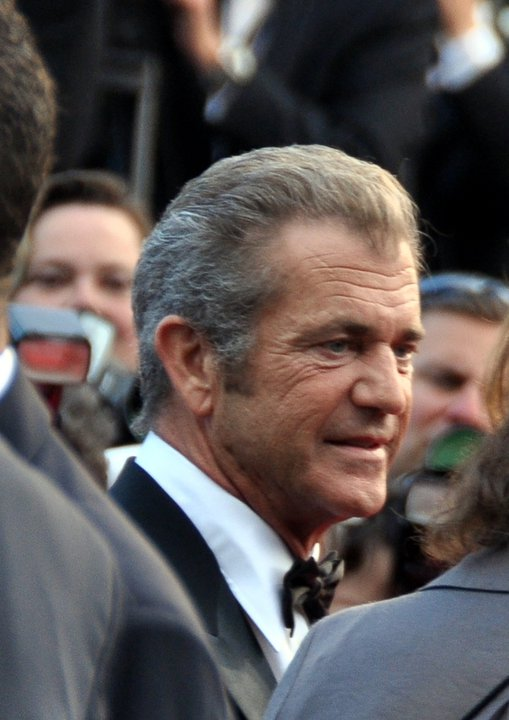
Mel Gibson na Festiwalu Filmowym w Cannes (2011)

W 1976 zadebiutował na scenie Narodowego Instytutu Sztuki Dramatycznej w Sydney jako Romeo Monteki w tragedii Williama Szekspira Romeo i Julia z Judy Davis. W 1978 związał się z South Australian Theatre Company w Sydney, gdzie wziął udział w widowiskach: Edyp, Henryk IV, część 1 i Ceduna. W 1979 wystąpił w sztuce Samuela Becketta Czekając na Godota.
Po raz pierwszy trafił na ekran w roli studenta surfera Scollopa w dreszczowcu Summer City (1977). Wystąpił gościnnie jako Ray Henderson w czterech odcinkach serialu Nine Network Sullivanowie (The Sullivans, 1978) z Michaelem Catonem i Megan Williams. Międzynarodową sławę przyniósł mu antybohater protagonista  „Mad” Max Rockatansky w postapokaliptycznym filmie George’a Millera Mad Max (1979) oraz jego sequelach – Mad Max 2 (1981) i Mad Max pod Kopułą Gromu (1985). 
Kreacja niepełnosprawnego intelektualnie 24–letniego Tima Melville’a w ekranizacji powieści Colleen McCullough Tim (1979) przyniosła mu nagrodę AACTA dla najlepszego aktora pierwszoplanowego. W sensacyjnym dramacie fantastycznonaukowym Reakcja łańcuchowa (The Chain Reaction, 1980) u boku Steve’a Bisleya pojawił się jako brodaty mechanik (niewymieniony w napisach). W australijskiej operze mydlanej Kara (Punishment, 1981) wystąpił w roli więźnia Ricka Monroe’a. Sensacyjny dramat wojenny Tima Burstalla Atak jednostki Z (Attack Force Z, 1981) z Johnem Phillipem Lawem i Samem Neillem, gdzie Gibson zagrał australijskiego komandosa kapitana P.G. (Paula) Kelly’ego z jednostki specjalnej walczącej z Japończykami podczas II wojny światowej, prezentowany był na 34. Międzynarodowym Festiwalu Filmowym w Cannes. Za główną rolę cynicznego Franka Dunne’a, bezrobotnego byłego pracownika kolei, któremu skończyły się pieniądze w dramacie wojennym Petera Weira Gallipoli (1981) zdobył nagrodę Australian Film Institute. W  melodramacie Petera Weira Rok niebezpiecznego życia (The Year of Living Dangerously, 1982) z Sigourney Weaver i Lindą Hunt został obsadzony w roli Guya Hamiltona, początkującego korespondenta zagranicznego australijskiej sieci telewizyjnej, który przybywa do Dżakarty, aby wykonać zadanie. W 1983 zagrał w Nimrod Theatre Company w spektaklu Arthura Millera Śmierć komiwojażera. 
W swoim pierwszym filmie amerykańskim – przygodowym dramacie historycznym Rogera Donaldsona Bunt na Bounty (The Bounty, 1984) zagrał postać angielskiego marynarza Fletchera Christiana. Ale dramat Marka Rydella Rzeka (The River, 1984) z Sissy Spacek i melodramat Gillian Armstrong Pani Soffel (Mrs. Soffel, 1984) z Diane Keaton nie odniosły sukcesu. W 1985 został okrzyknięty najseksowniejszym mężczyzną świata przez magazyn „People”. Przed kamerą powrócił w świetnej formie w roli neurotycznego policjanta Martina Riggsa w sensacyjnym dreszczowcu kryminalnym Richarda Donnera Zabójcza broń (Lethal Weapon, 1987). W sierpniu 1989 założył firmę produkcyjną Icon Entertainment, której pierwszym filmem była ekranizacja sztuki Williama Szekspira Hamlet (1990) w reżyserii Franca Zeffirellego z Melem Gibsonem w roli tytułowej duńskiego księcia. 
W 1993 zadebiutował jako reżyser dramatu Człowiek bez twarzy (The Man Without a Face). W westernie komediowym Richarda Donnera Maverick (1994) z Jodie Foster i Jamesem Garnerem zagrał tytułową rolę Breta Mavericka, uosobienie pokerzysty, zawsze szukającego gier o wysokie stawki i rzadko pozostającego w jednym miejscu na dłużej. Za rolę wpływowego biznesmena Toma Mullena, którego zostaje uprowadzony syn i decyduje się na występ przed kamerami telewizyjnymi informując o wynoszącej dwa miliony dolarów nagrodzie za ujęcie porywaczy w dramacie sensacyjnym Rona Howarda Okup (Ransom, 1996) zdobył nominację do Złotego Globu dla  najlepszego aktora w filmie dramatycznym. Użyczył swojego głosu Johnowi Smithowi w filmie animowanym Pocahontas (1995). Jako Nick Marshall, dyrektor ds. reklamy w Chicago, który ma dar rozumienia, co myślą kobiety w komedii romantycznej fantasy Czego pragną kobiety (What Women Want, 2000) z Helen Hunt był nominowany do Złotego Globu dla najlepszego aktora w filmie komediowym lub musicalu.
W 2004 Gibson wyprodukował i wyreżyserował film Pasja, który został uznany za bardzo kontrowersyjny w niektórych żydowskich środowiskach religijnych. Pasja opowiada o ostatnich 12 godzinach z życia Jezusa Chrystusa. Pomimo wielu kontrowersji film ten został bardzo ciepło przyjęty przez większość chrześcijan, naukowców i wielu konserwatywnych przedstawicieli społeczeństwa żydowskiego. W 2006 Mel Gibson wyreżyserował film Apocalypto osadzony w realiach cywilizacji Majów przed przybyciem konkwistadorów do Ameryki.

## Życie prywatne
Jest tradycjonalistą katolickim, nie uznającym zarówno władzy aktualnego papieża, jak i postanowień Soboru Watykańskiego II. Jest obywatelem amerykańskim i irlandzkim.
7 czerwca 1980 zawarł związek małżeński z Robyn Denise Moore, z którą ma siedmioro dzieci (sześciu synów i jedną córkę). 29 lipca 2006, po 26 latach małżeństwa, Gibson i Robyn rozstali się. 13 kwietnia 2009 Robyn Gibson złożyła pozew o rozwód, powołując się na nie dające się pogodzić różnice, a 23 grudnia 2011 doszło do rozwodu. W latach 2007–2010 był związany z rosyjską piosenkarką Oksaną Grigorjewą, z którą ma córkę Lucię. W 2014 związał się z pisarką Rosalind Ross, z którą ma syna Larsa Gerarda (ur. 20 stycznia 2017).

## Filmografia
- 1977 – Summer City jako Scollop
- 1979 – Tim jako Tim
- 1979 – Mad Max jako Max
- 1981 – Mad Max 2: Wojownik Szos jako Max
- 1981 – Gallipoli jako Frank Dunne
- 1981 – Punishment jako Rick Monroe
- 1982 – Atak jednostki Z jako kapitan P.G. Kelly
- 1982 – Rok niebezpiecznego życia jako Guy Hamilton
- 1984 – Rzeka jako Tom Garvey
- 1984 – Bunt na Bounty (The Bounty) jako Fletcher Christian
- 1984 – Pani Soffel jako Ed Biddle
- 1985 – Mad Max pod Kopułą Gromu jako Max
- 1987 – Zabójcza broń (Lethal Weapon) jako Martin Riggs
- 1988 – Tequila Sunrise
- 1989 – Zabójcza broń 2 (Lethal Weapon 2) jako Martin Riggs
- 1990 – Air America
- 1990 – Ptaszek na uwięzi (Bird on a Wire) jako Rick Jarmin
- 1990 – Hamlet jako Hamlet
- 1992 – Zabójcza broń 3 (Lethal Weapon 3) jako Martin Riggs
- 1992 – Wiecznie młody (Forever Young) jako Daniel McCormick
- 1993 – Człowiek bez twarzy (The Man Without a Face) [także reżyseria] jako Justin McLeod
- 1994 – Maverick jako Bret Maverick
- 1995 – Braveheart. Waleczne serce (Braveheart) [także producent i reżyser] jako William Wallace
- 1995 – Pocahontas jako John Smith [głos]
- 1996 – Okup (Ransom)
- 1997 – Teoria spisku (Conspiracy Theory) jako Jerry Fletcher
- 1998 – Zabójcza broń 4 (Lethal Weapon 4) jako Martin Riggs
- 1999 – Godzina zemsty (Payback) jako Porter
- 1999 – Million Dollar Hotel (The Million Dollar Hotel) jako agent Skinner
- 2000 – Czego pragną kobiety (What Women Want) jako Nick Marshall
- 2000 – Uciekające kurczaki (Chicken Run)
- 2000 – Patriota (The Patriot)
- 2002 – Znaki (Signs)
- 2002 – Byliśmy żołnierzami (We Were Soldiers)
- 2003 – Śpiewający detektyw jako doktor Gibbon
- 2004 – Pasja (The Passion of the Christ) jako legionista [scenariusz i reżyseria]
- 2006 – Apocalypto [scenariusz i reżyseria]
- 2010 – Furia (Edge of Darkness) jako Thomas Craven
- 2011 – Podwójne życie (The Beaver) jako Walter Black
- 2012 – Dorwać gringo (Get the Gringo) jako kierowca
- 2014 – Niezniszczalni 3 (The Expendables 3) jako Conrad Stonebanks
- 2016 – Przełęcz ocalonych (Hacksaw Ridge) [reżyseria]
- 2016 – Dziedzictwo krwi (Blood Father) jako John Link
- 2017 – Co wiecie o swoich dziadkach? (Daddy’s Home 2) jako Kurt Mayron
- 2018 – Dragged Across Concrete jako Brett Ridgeman
- 2019 – Profesor i szaleniec (The Professor and the Madman) jako James Murray
- 2020 – Zabójczy żywioł (Force of Nature) jako Ray Barrett
- 2020 – Sposób na świętego (Fatman) jako Chris Cringle
- 2021 – Poziom mistrza (Boss Level) jako pułkownik Clive Ventor
- 2021 – Niebezpieczny (Dangerous) jako dr Alderwood
- 2022 – Ostatnia szansa (Last Looks) jako Alastair Pinch
- 2022 – Panama (Panama) jako Stark
- 2022 – Agent Game jako Olsen
- 2022 – Ojciec Stu (Father Stu) jako Bill Long
- 2022 – Gorące krzesło (Hot Seat) jako Wallace Reed
- 2022 – Bandyta (Bandit) jako Tommy Kay
- 2022 – Gorąca linia (On the Line) jako Elvis Cooney
- 2023 – Tajny informator (Confidential Informant) jako Kevin Hickey
- 2023 – Droga bez odwrotu (Desperation Road) jako Mitchell Gaines

## Nagrody
| Rok  | Nagroda                                            | Kategoria                                                     | Film                                 |
| ---- | -------------------------------------------------- | ------------------------------------------------------------- | ------------------------------------ |
| 1979 | Nagroda Australian Film Institute                  | Najlepszy aktor pierwszoplanowy                               | Tim (1979)                           |
| 1981 | Nagroda Australian Film Institute                  | Najlepszy aktor pierwszoplanowy                               | Gallipoli (1981)                     |
| 1991 | People’s Choice Award                              | Ulubiony aktor filmowy                                        | –                                    |
| 1992 | Will Award                                         | Znaczący wkład w teatr szekspirowski i klasyczny              | Hamlet (1990)                        |
| 1993 | MTV Movie Awards 1993                              | Najlepszy ekranowy zespół z Dannym Gloverem                   | Zabójcza broń 3 (1992)               |
| 1993 | MTV Movie Awards 1993                              | Najlepsza sekwencja akcji za wypadek motocyklowy Mela Gibsona | Zabójcza broń 3 (1992)               |
| 1995 | National Board of Review                           | Szczególne osiągnięcia w dziedzinie filmowania                | Braveheart. Waleczne serce (1995)    |
| 1996 | Złoty Glob                                         | Najlepszy reżyser                                             | Braveheart. Waleczne serce (1995)    |
| 1996 | Nagroda Akademii Filmowej                          | Najlepsza reżyseria                                           | Braveheart. Waleczne serce (1995)    |
| 1996 | Nagroda Akademii Filmowej                          | Najlepszy film                                                | Braveheart. Waleczne serce (1995)    |
| 1997 | People’s Choice Award                              | Ulubiony aktor filmowy                                        | –                                    |
| 2001 | People’s Choice Award                              | Ulubiony aktor filmowy                                        | –                                    |
| 2001 | People’s Choice Award                              | Ulubiona gwiazda filmowa w dramacie                           | –                                    |
| 2002 | Nagroda Australian Film Institute                  | Nagroda za osiągnięcia globalne                               | –                                    |
| 2003 | People’s Choice Award                              | Ulubiony aktor filmowy                                        | –                                    |
| 2004 | People’s Choice Award                              | Ulubiony aktor filmowy                                        | –                                    |
| 2005 | Złoty Satelita                                     | Najlepszy reżyser                                             | Pasja (2004)                         |
| 2014 | Międzynarodowy Festiwal Filmowy w Karlowych Warach | Nagroda specjalna za wybitny wkład w światowe kino            | –                                    |
| 2017 | Złota Malina                                       | Odkupienie za Złotą Malinę (The Razzie Redeemer Award)        | Przełęcz ocalonych (2016)            |
| 2018 | Złota Malina                                       | Najgorszy aktor drugoplanowy                                  | Co wiecie o swoich dziadkach? (2017) |